# Psednos melanocephalus
Psednos melanocephalus är en fiskart som beskrevs av Chernova och Stein 2002. Psednos melanocephalus ingår i släktet Psednos, och familjen Liparidae. Inga underarter finns listade i Catalogue of Life.